# 埃尔梅拉县
埃尔梅拉县是东帝汶民主共和国埃尔梅拉区的一个县，该县面积93.68平方公里，2010年人口普查时时人口为33530，县治位于Gleno。